# دائوتوو
دائوتوو (به لاتین: Dautovo) یک منطقهٔ مسکونی در روسیه است که در باشقیرستان واقع شده‌است.